# Обединена народно-прогресивна партия
Обединената народно-прогресивна партия (ОНПП) е българска политическа партия, образувана на 6 ноември 1920 г. след сливането на Народната партия и Прогресивнолибералната партия. 

## История
Сред нейните изявени дейци са Атанас Буров, Теодор Теодоров, Стоян Данев, Иван Евстатиев Гешов, Михаил Маджаров.
ОНПП е сред основните опоненти на правителството на Българския земеделски народен съюз. През 1922 г. тя се включва в коалицията Конституционен блок, а след Деветоюнския преврат през 1923 г. става част от Демократическия сговор.

## Участия в избори

### Парламентарни
| година        | избори           | гласове | %     | резултат  |
| ------------- | ---------------- | ------- | ----- | --------- |
| април 1923*   | Народно събрание | 166 909 | 15,8% | 17 / 245  |
| ноември 1923* | Народно събрание | 639 881 | 63,8% | 200 / 247 |
| 1927          | Народно събрание | 17 249  | 1,5%  | 0 / 261   |
| 1931          | Народно събрание | 8 152   | 0,6%  | 0 / 273   |

- На изборите през 1923 г. е част от коалициите Конституционен блок и Демократически сговор.